# Jayme Marques
Jayme Marques (n. Campo Grande, Brasil, 12 de junio de 1936) es un guitarrista, cantante, arreglista y compositor brasileño, conocido por introducir en Europa durante la década de los 60 la música brasileña mediante la figura del Bossa Nova, a través de España y más tarde Inglaterra, así como en Asia a través de Japón (Copacabana Club, Akasaka, Tokio) como director de la Orquestra Orfeu Negro (1963/64). 
A lo largo de su extensa carrera ha publicado numerosos discos de estudio, en directo, recopilaciones, bandas sonoras y colaboraciones, participando además en diversos espacios televisivos. Ha recibido diferentes reconocimientos en distintos panoramas musicales convirtiéndose en icono en España de la música brasileña y gran impulsor del Jazz en directo, tanto acompañado de sus músicos como en solitario con el único apoyo de su guitarra, lo que le ha granjeado un gran respeto dentro del mundo musical convirtiéndole en figura indispensable en los clubes de Jazz de toda Europa. 
Ha colaborado y compartido escenario con artistas internacionales como Jacques Brel, Tom Jones, Maria Creuza, Pat Metheny, Josephine Baker, Matt Monro, Celia Cruz, Machito, Agostinho dos Santos, Lionel Hampton, Thad Jones, Cachao o Maysa Matarazzo, así como con distintos cantantes y músicos españoles como Pedro Iturralde, Paco de Lucía, Augusto Algueró, Emilio Aragón, Pedro Ruy-Blas, Natalia Millán, Tete Montoliú, Natalia Dicenta o Joan Manuel Serrat, entre otros.
Es padre del también compositor y pianista Carlos Marques.

## Biografía

### Inicios y llegada a Europa
Jayme Marques nació en Campo Grande, capital del estado de Mato Grosso do Sul (Brasil), el 12 de junio de 1936. Desde pequeño desarrolló una gran afición a la música, lo que le llevó a aprender de manera autodidacta a tocar diferentes instrumentos, centrando su prioridad en la guitarra. Cuando contaba con 14 años, su familia abandonó el centro del país para trasladarse a vivir a Río de Janeiro, donde compaginó al mismo tiempo estudios, trabajo y actuaciones los fines de semana en orquestas de bailes de la ciudad carioca.
En 1956, a los 20 años de edad, se trasladó a vivir a Sâo Paulo, la ciudad más grande y poblada del país, donde como guitarrista participó en diversas sesiones de grabación y conciertos de jazz, acompañando también a grandes artistas del momento.
Al año siguiente conoce al gran pianista argentino Robledo, el cual le invita a formar parte de su grupo, junto al famoso saxofonista Gato Barbieri. Con ellos aterrizaría pocos años después por primera vez en Europa, llegando a Portugal y de allí a España, actuando durante un año en las más prestigiosas salas de fiesta y participando además en sesiones de grabación para distintos discos y películas de cine.

### Asentamiento en España
A su llegada a España, y tras realizar un examen selectivo previo, ingresó en la Sociedad de Autores de España como compositor, integrándose así en el mundo de la música profesional del país. Desde este momento comenzó a colaborar con músicos nacionales como Augusto Algueró, Pedro Iturralde, Tete Montoliú o Juan Carlos Calderón, entre otros, manteniendo la primera fusión flamenco-brasileña con un joven y aun desconocido Paco de Lucía, vecino suyo.
Finalmente, decidido a fijar su residencia en España, fue invitado por el popular grupo "Els Valldemossa" a Palma de Mallorca, donde pasaría ocho años de su vida. Comenzó este periodo como arreglista y director del espectáculo de revista musical del night club Tagomago, para poco después crear la "Balear Big Band". Más tarde participaría con Augusto Algueró en la dirección del Musical Mallorca y, finalizando su etapa profesional y personal en la isla, dirigiendo a su big band en un concierto en el Auditorio de Mallorca en memoria de Duke Ellington, considerado el mayor compositor de jazz de todos los tiempos.

### Regreso a Madrid y popularidad
En 1975, de vuelta a Madrid, fue invitado por el presentador José María Íñigo a formar parte de su popular programa ‘Directísimo’, formando una nueva Big Band ("Jayme Marques y sus Amigos") con la que puso música al conocido show de la noche de los sábados.
También comenzó a participar en diversos festivales de jazz, a destacar su actuación en el “Primer Jazz Festival Popular de Barcelona”, el 5 de mayo de 1978, en el Palacio de los Deportes de Barcelona, ante 6.000 personas, al lado de Núria Feliu, Música Urbana, Big Band del Sindicato de Músicos de Barcelona y La Locomotora Negra, o el premio en el 1.er Festival de Jazz de Sitges, junto a Ray Charles y Lionel Hampton, siendo invitado por este último.
Durante estos años comenzó a ganar popularidad gracias a la calidad de sus directos en
los más conocidos y prestigiosos clubes de jazz no sólo de España sino de toda Europa. Acompañado por distintos instrumentistas de lo más ilustre del panorama jazzístico, Jayme Marques y su grupo se convirtieron en poco tiempo en uno de los preferidos por los aficionados al jazz y la música brasileña, y de los más respetados por sus compañeros de profesión, muchos de los cuales aún hoy se refieren a él como ‘Maestro’.
Durante los años 80 y 90 continuó actuando por todo el mundo, transportando la música brasileña a países como Japón, Alemania, Reino Unido, Italia, Francia, Portugal, Líbano, Grecia, Suiza, Bélgica, Chile, Suecia, Finlandia, Angola, Mozambique e incluso a Oceanía. Actuando en clubes como el Camden Jazz Café de Londres, fueron sus actuaciones en el mítico y ya desaparecido Whisky Jazz Club de Madrid donde Jayme Marques consiguió ganar un público fiel y vivir noches antológicas gracias a shows donde la simpatía y el buen humor acompañaban las muestras de profesionalidad musical suyas y de sus acompañantes, reconocidos músicos de jazz como el percusionista Tito Duarte, el baterista Manolo Heredia, el saxofonista Jorge Pardo, el cantante Pedro Ruy-Blas, el percusionista y ejecutor de otros instrumentos como el berimbau Renato Barcelos, el trompetista Antonio Ximénez, el bajista Juan Carlos Mendoza y así hasta un sinfín de artistas que le han acompañando ejecutando las melodías más conocidas del bossa nova y el samba jazz.

### Actualidad
Actualmente, Jayme Marques sigue ofreciendo conciertos por toda España en diversas salas y eventos acompañado de su guitarra y sus músicos. Incluso su Brasil natal y países de Asia y Oceanía han recibido su visita en los últimos años. 
Al mismo tiempo ha seguido creando música, donde cabe destacar bandas sonoras televisivas como la creada para la serie ‘Un País en la Mochila’, dirigida por José Antonio Labordeta, gracias a la cual en el año 2001 ganó el Premio de la Academia de la Televisión (Premios ATV 2000) a mejor música original.
Durante los últimos años ha girado al mismo tiempo como director de orquesta de la "Jayme Marques All Stars Big Band" y más tarde de la "Swingphonic Orchestra", y ha creado un método de enseñanza de guitarra de nivel avanzado.
En junio de 2016, con motivo de su 80 cumpleaños, más de cuarenta artistas se dieron cita en la madrileña sala Galileo Galilei para realizarle un homenaje en el que se revisaron temas de su carrera, así como versiones y una jam session final.
En diciembre de 2016 recibió el Premio Brasil 2016 a la mejor Acción Cultural de la Cámara de Comercio Brasil-España en reconocimiento a su trayectoria, su discografía y su labor en la divulgación de la música brasileña en España y la industria cultural de los dos países.

## Discografía
Ha publicado una prolífica discografía repartida entre álbumes de estudio, directos, bandas sonoras, colaboraciones y recopilatorios. Según la prensa londinense, sus discos gozan de una gran cotización artística en los ambientes de Jazz dance mundial, siendo hoy su música objeto de atención por parte de los DJ´s del ambiente Acid jazz londinense
En su primer disco, Brasil Pop, grabado en los estudios RCA de Madrid, exportó la música brasileña a Europa versionando a Jobim, Toquinho o Baden Powell con canciones como "Aguas de Março", "Manha de Carnaval" o "Berimbau".
Al año siguiente editó su disco homónimo, instrumental, que contó con la colaboración de Thad Jones, Sammy Nestico y Pedro Iturralde, interpretando algunas de las canciones más importantes del jazz de todos los tiempos. 
Con sus dos siguientes discos, So Much Feeling (1977) y Stop (1978), terminó de ganarse un hueco en el panorama musical del momento, antes de editar su primer directo, el doble álbum En Directo, grabado en abril de 1979 en el mítico Whisky Jazz de Madrid.
Después de la edición de este disco, y tras un año de descanso en el que no dejó de viajar, en 1981 editó su disco más popular, Que cosa más linda, que contenía el famoso tema de mismo nombre, que se convirtió en la canción del verano de ese año y con el que llegó a los primeros cinco puestos de las listas al aparecer en el anuncio de los pantalones vaqueros Lois.
A partir de sus siguientes discos, A Felicidade y Sol de Verano, con los que siguió explotando los ricos ritmos brasileños, priorizó los directos sin dejar de editar nuevos álbumes, como por ejemplo la BSO de la película El Señor de los Llanos, protagonizada por Maribel Verdú, algunos recopilatorios, e incluso los dos primeros volúmenes de Happy Baby, un título en el que se adaptan temas enfocados a conseguir un primer contacto de los bebés con la música.

### Álbumes
| Año  | Álbum                                           | Tipo                  | Discográfica         |
| ---- | ----------------------------------------------- | --------------------- | -------------------- |
| 1975 | Brasil Pop                                      | Álbum de estudio      | RCA Camden           |
| 1976 | Jayme Marques                                   | Álbum de estudio      | RCA Victor           |
| 1977 | Us (Big Band)                                   | Álbum de estudio      | RCA Victor           |
| 1977 | So Much Feeling                                 | Álbum de estudio      | RCA Victor           |
| 1977 | Sabor Tropical                                  | Álbum de estudio      | RCA Victor           |
| 1978 | Stop                                            | Álbum de estudio      | RCA Victor           |
| 1978 | Línea 3: Jayme Marques                          | Álbum recopilatorio   | RCA Victor           |
| 1979 | Directo                                         | Álbum en directo      | RCA Victor           |
| 1981 | A Felicidade                                    | Álbum de estudio      | Marfer               |
| 1981 | Qué cosa más linda                              | Álbum de estudio      | EMI                  |
| 1983 | Sol de Verano                                   | Álbum de estudio      | EMI                  |
| 1988 | B.S.O. El Señor de los Llanos                   | Banda Sonora Original | RTVE Música          |
| 1988 | Lo Mejor de Jayme Marques: 25 aniversario       | Álbum en directo      | RTVE Música          |
| 1994 | Happy Baby (Vol. 1 & 2)                         | Álbum de estudio      | Alfa Delta           |
| 1994 | Into Something Dancefloor Jazz Clasics (VV.AA.) | Álbum recopilatorio   | BMG/ Ariola          |
| 1996 | The London Connection                           | Álbum de estudio      | Cedar Tree Records   |
| 2005 | A Felicidade (Reedición)                        | Álbum de estudio      | Discos Dial          |
| 2010 | 50 años de Bossa Nova                           | Álbum en directo      | Jacarandayme Records |

### Singles y EP
| Año  | Título                                    | Formato         | Discográfica |
| ---- | ----------------------------------------- | --------------- | ------------ |
| 1971 | A Ritmo Brasileño                         | 7" EP           | Belter       |
| 1977 | Las Tres de la Mañana / So Much Feeling   | 7" Promo        | RCA          |
| 1977 | Stop                                      | 7" Single/Promo | RCA          |
| 1981 | ¡Qué cosa más linda!                      | 7" Single/Promo | EMI          |
| 1984 | Felinos                                   | 7" Single       | Polydor      |
| 1989 | Un día de domingo / Las tres de la mañana | 7" Single       | RTVE         |

## Premios y distinciones
- Aquarelas Brasileiras
- Juventudes Musicales
- Festival de Jazz de Sitges
- Asociación Amigos do Brasil (Barcelona)
- Trofeo Whisky y Jazz (5 ediciones distintas)
- Trovador de la Hispanidad (Madrid)
- Premios ATV 2000 de la Academia de las Ciencias y las Artes de Televisión para la "Mejor música original para televisión" por la serie "Un país en la mochila"
- Premio Brasil 2016 a la mejor Acción Cultural de la Cámara de Comercio Brasil-España

## Bandas sonoras en televisión y radio
- Pianíssimo
- Superstar
- A Media Voz
- El Lector
- Serie Negra
- El Objetivo
- Recuerda cuando
- Gente de Primera
- Equinoccio
- Crónicas urbanas
- Un País en la Mochila
- El Día que me quieras
- De la Noche a la Mañana (Cadena SER)
- Edición de tarde (RNE)
- El Señor de los Llanos (película dirigida por Santiago San Miguel)